# Гледичія каспійська
Гледичія каспійська (Gleditsia caspica) — вид дерев роду гледичія родини бобових. Вперше описаний французьким ботаніком Рене Луїш Дефонтеном в 1809 році.
Гледичія каспійська поширена в Західній Азії. Зустрічається в Азербайджані та Ірані, в регіонах навколо Каспію. Звідси латинська назва виду caspica.
Каспійська гледичія — невисоке листопадне дерево висотою до 12 метрів. Стовбур покритий численними колючками довжиною до 10 см. Листя складне, складаються з 12 — 20 листочків, довжина кожного з них 5 — 7 см. Загальна довжина листка близько 25 см. Плід має вигляд стручка довжиною 20 см і шириною 3 см.